# 몬주 (원자로)

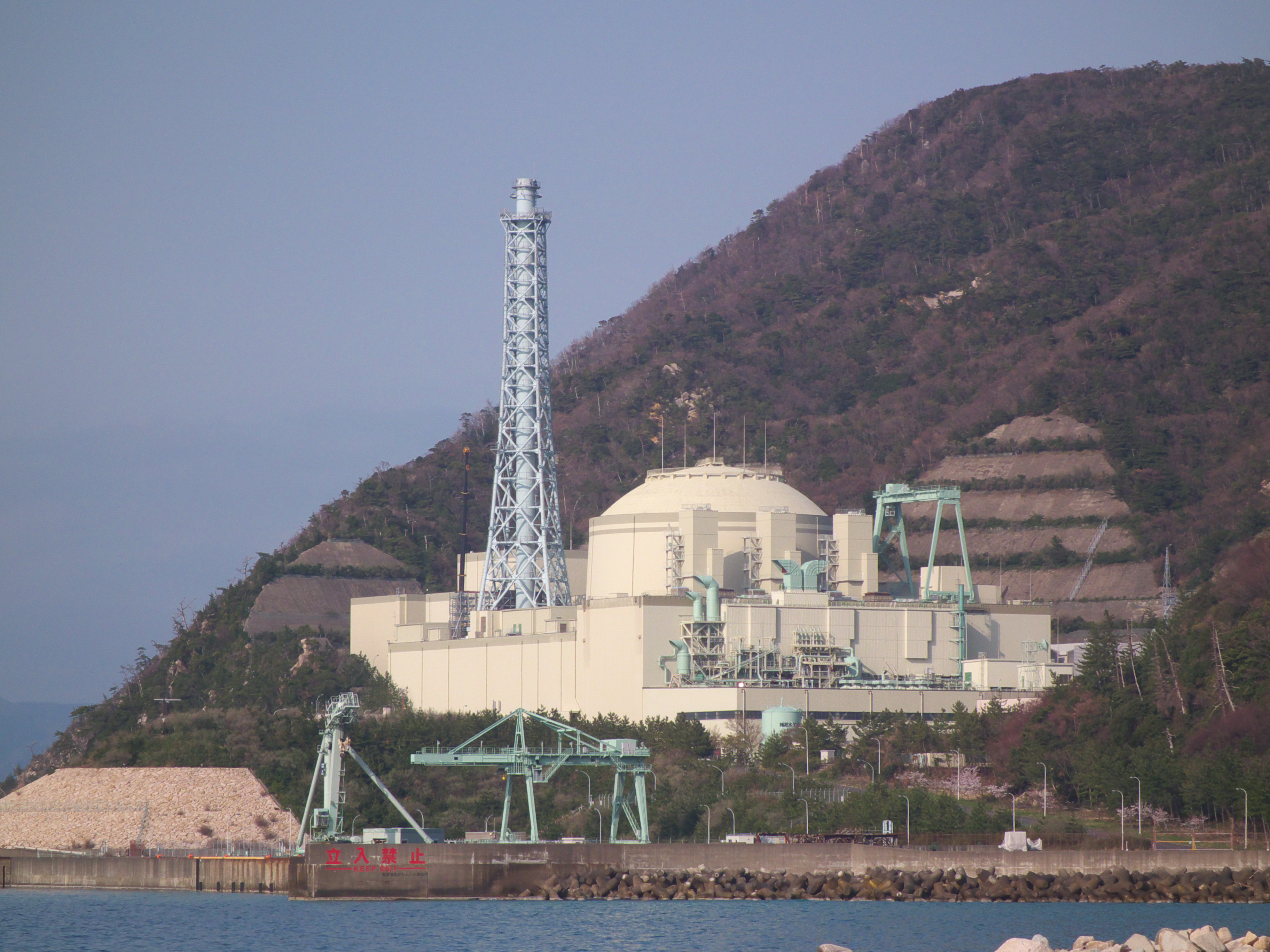
몬주 고속증식로

몬주(일본어: もんじゅ)는 일본의 나트륨 냉각 고속로이다. 후쿠이현 쓰루가시에 위치한다. 이름은 문수보살의 일본어 발음인 몬주보사쓰(もんじゅぼさつ)의 앞부분을 따왔다.
MOX를 연료로 사용하며, 714 MWt / 280 MWe 의 출력을 낸다.
후속 고속로는 2025년에 완성될 예정으로, 미쓰비시 FBR Systems사가 제작할 예정이다.

## 개요
MOX 연료(플루토늄, 우라늄 혼합 산화물)을 사용해, 소비한 양 이상의 연료를 만들 수 있는 고속 증식로의 실용화를 위한 원형(原型) 원자로이며, 고속 실험로 죠요에서 얻은 데이터를 기초로 건설된 일본에서 2번째의 고속 증식로다. 핵연료 사이클 계획의 일환으로서 신형 전환로(転換炉) 후겐과 함께 개발이 진행되고 있었다. 일본은 고속로 개발을 국가 프로젝트로 규정하여, 국제적으로도 고속로를 비롯한 제4세대 원자로 연구 개발에서 주도적 역할을 하고 있다. 몬주는 그 중심이 되는 시설로, 죠요 및 몬주에서 얻은 데이터를 바탕으로 고속 증식로 개발의 다음 단계로 실증로의 설계가 이루어지고 있다.
몬주의 목적은 고속 증식로의 실용화를 위한 기술을 원형로(몬주)를 통해 개발하고 그 설계, 건설 그리고 가동의 경험을 통해 고속 증식로의 발전 성능 및 신뢰성·안전성을 실증하는 것이었다. 또 고속 증식로의 경제성이 장래 실용로 단계에서 기존 방식 원자로를 앞설 수 있는 기준을 얻는 것이며, 고속 증식로 연구 개발의 장으로서 향후의 이용이 예정되어 있었다.
그러나 1995년에 냉각재인 나트륨 누출에 의한 화재 사고를 발생, 이후 운전 재개를 위한 본체 공사가 2007년에 완료되었고, 2010년 5월 6일, 2년 뒤의 본격 운전을 목표로 운전이 재개되었다. 하지만 2010년 8월 중계장치 낙하 사고가 발생해 가동이 중단되었다. 2012년 재가동할 예정 이었으나, 이후 2013년 일본 원자력 규제 위원회에 의해 무기한 운전 금지가 결정되었다.

## 역사
- 1967년 10월 2일 : 동력로 핵연료사업단(動燃) 설립
- 1968년 9월 26일 : 조요 고속 증식 실험로의 후계로, 원형로 예비 설계 시작
- 1970년 4월 : 후쿠이현 쓰루가시 시라키를 건설 후보지로 선정. 해당 지역의 승낙 후 지질 조사 개시
- 1975년 9월 17일 : 원자력위원회 실사 시작
- 1976년 2월 20일 : 후쿠이현과 쓰루시 간 안전 협정 체결
- 1978년 : 환경 심사 시작
- 1980년 : 안전 심사 시작
- 1980년 4월 1일 : 원자로 제작회사 4개사[6] 가 출자, 자본금 3억원으로 한 고속로 엔지니어링 주식회사[7] 설립
- 1983년 1월 25일 : 건설 준비 공사 착수
- 1985년 : 정식 착공
- 1990년 7월 20일 : 동력로 핵연료사업단(動燃) 내 아톰 플라자 개관
- 1991년 3월 22일 : 나트륨 현지 수용 (내륙 운송) 시작
- 1991년 5월 18일 : 장비 마운팅 완료 기념식, 시운전 시작
- 1992년 12월 : 성능 시험 시작
- 1994년 4월 5일 오전 10시 01분 : 원자로 최초 임계 달성
- 1995년 8월 29일 : 첫 발전 달성
- 1995년 12월 8일 : 나트륨 누출 사고 발생[8]
- 1998년 10월 1일 : 동력로 핵연료사업단(動燃)대책위원회 발족. 핵연료 사이클 개발기구 발족
- 2005년 3월 3일 : 나트륨 누설 대책 준비 공사 시작
- 2005년 9월 1일 : 나트륨 누설 대책 공사 착수
- 2005년 10월 1일 : 독립 행정 법인 일본 원자력 연구 개발기구 발족
- 2007년 5월 23일 : 나트륨 누설 대책 공사 완료
- 2007년 8월 31일 : 운전 재개를 위한 플랜트 확인 시험운전 시작
- 2008년 5월 15일 : 새로운 연료 (최초 loading 연료)의 1차 수송
- 2008년 7월 18일 : 새로운 연료 (최초 loading 연료)의 2차 수송
- 2010년 5월 6일 오전 10시 36분 : 운전 재개
- 2010년 5월 6일 오후 11시 9분, 5월 7일 오전 10시 1분 : 방사성 가스 감지기 2회 오작동
- 2010년 5월 8일 오전 10시 36분 : 임계 확인. 시운전 약 1시간 후, 19개의 제어 막대 중 2개가 임계점 미달로 판정
- 2010년 8월 26일 : 원자로 용기내 중계 장치[9] 추락. 회수가 불가능한 것으로 판명되어 운전 완전 중단
- 2011년 6월 24일 : 중계 장치 회수 성공[10]
- 2012년 11월 : 보안 규정에 의해 기기의 점검 누락이 9679개 있었다고 일본 원자력 규제 위원회가 공표. 원자력 규제 위원회가 출입·보안 검사를 실시한 이듬해 2~3월에도, 비상용 발전기 등의 중요 기기에서 13건의 점검 누락, 허위 보고 발각
- 2013년 5월 29일 : 일본 원자력 규제 위원회, 점검 누락 등의 결과를 바탕으로, 일본 원자력 연구개발 기구에 대한 원자로 등 규제법에 근거하여 몬주의 무기한 운전 금지를 명령[11].

## 같이 보기
- 4세대 원자로
- 칼리머-600